# Paul Fayat
Paul Fayat (1 augustus 1937) is een Belgisch voormalig hockeyer.

## Levensloop
Fayat was actief bij La Rasante.
Daarnaast maakte hij deel uit van het Belgisch hockeyteam. Bij de nationale ploeg was hij onder meer reservespeler voor de Olympische Zomerspelen van 1960. Ook maakte hij deel uit van de nationale equipe die in 1959 werd bekroond met de 'Nationale trofee voor sportverdienste'.